# Rue de Reims (ancienne voie de Paris)
Pour les articles homonymes, voir Rue de Reims.
La rue de Reims est une ancienne rue du 5e arrondissement de Paris. Elle disparait dans les années 1880.
Elle ne doit pas être confondue avec l'actuelle rue de Reims.

## Origine du nom
Elle devait son nom au collège de Reims.

## Situation
La rue de Reims, d'une longueur de 110 mètres, commençait aux 18-20, rue des Sept-Voies et finissait aux 1-2, rue des Cholets,.
Les numéros de la rue étaient rouges. Le dernier numéro impair était le no 7 et le dernier numéro pair était le no 8. 
Jusqu'en 1859, elle fait partie de l'ancien 12e arrondissement, quartier Saint-Jacques. Après 1859, elle fait partie du 5e arrondissement, quartier de la Sorbonne.

## Historique
Cette rue se situait sur les hauteurs de la montagne Sainte-Geneviève dans le Quartier latin. Elle semble exister dès le XIIe siècle, mais était nommée au commencement du XIIIe siècle « rue au Duc-de-Bourgogne » car les ducs de Bourgogne y possédaient une résidence.
Elle est citée dans Le Dit des rues de Paris de Guillot de Paris sous la forme « rue au Duc de Bourgoingne ».
Au début du XVe siècle, les ducs déménagent dans un nouvel hôtel (l'actuel hôtel de Bourgogne) et les locaux sont cédés au collège de Reims. La principale entrée de cet établissement est établie sur cette voie publique. En 1460, le collège Sainte-Barbe est fondé dans l'ancien hôtel des Chalons qui se trouvait également dans cette rue.
Une décision ministérielle de Jean-Antoine Chaptal du 18 thermidor an IX (6 août 1801) fixe la largeur de la rue à 7 m. La rue Chartière (actuelle impasse Chartière) donnait dans cette rue.
En 1845, la rue des Cholets est supprimée et la rue de Reims est très légèrement raccourcie au droit de la rue Chartière. Elle disparait définitivement lors de la reconstruction et l'agrandissement du collège Sainte-Barbe au début des années 1880.

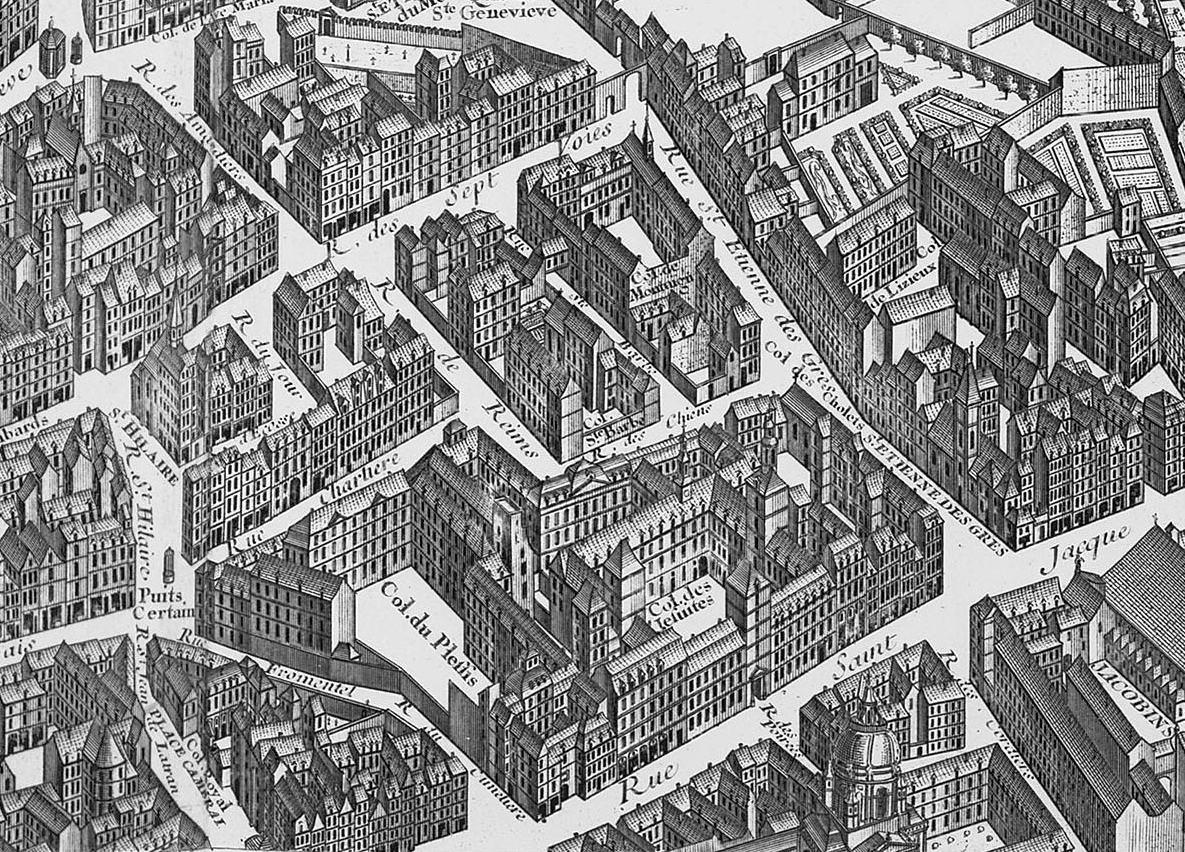
La rue de Reims sur le plan de Turgot.
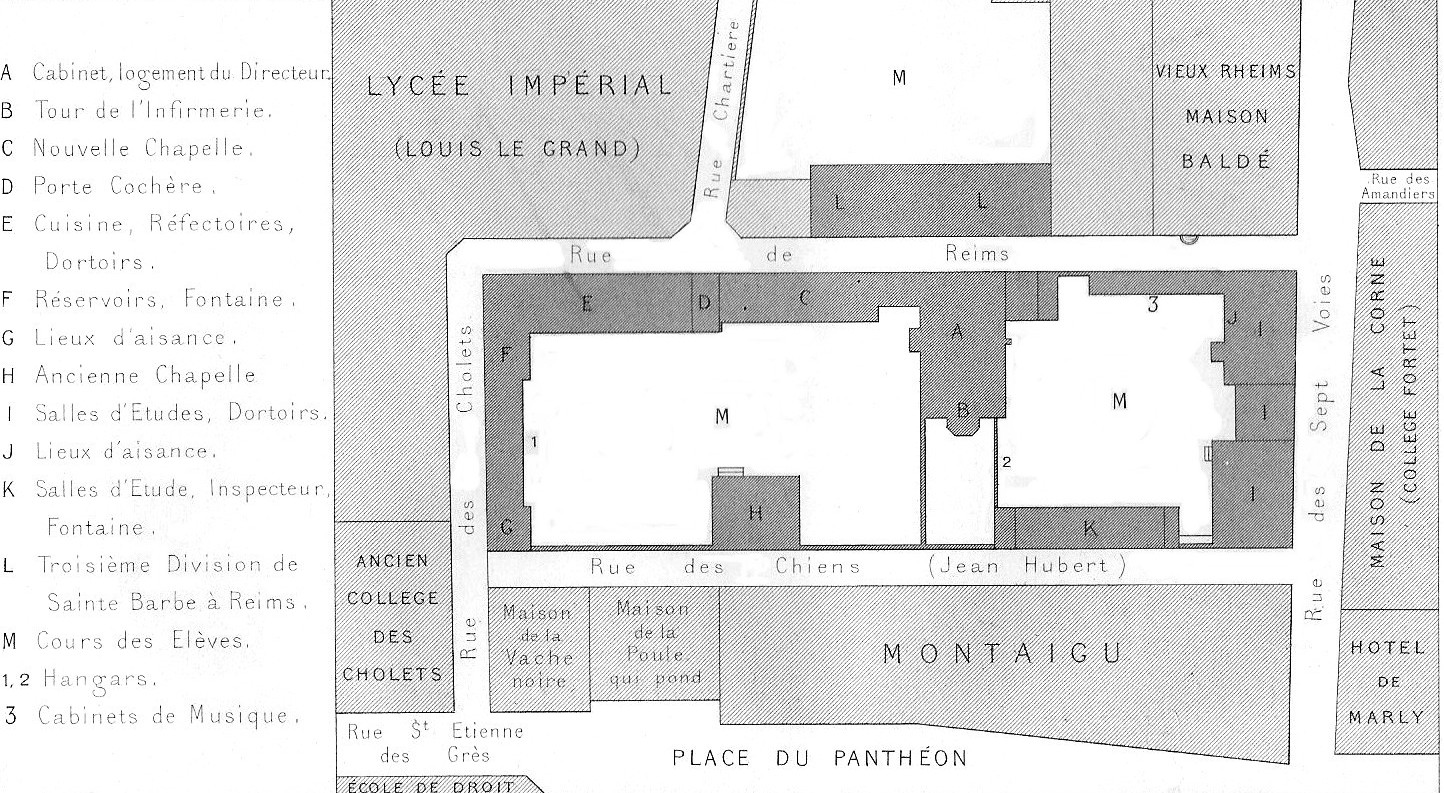
La rue sur une carte du collège Sainte-Barbe entre 1798 et 1838.
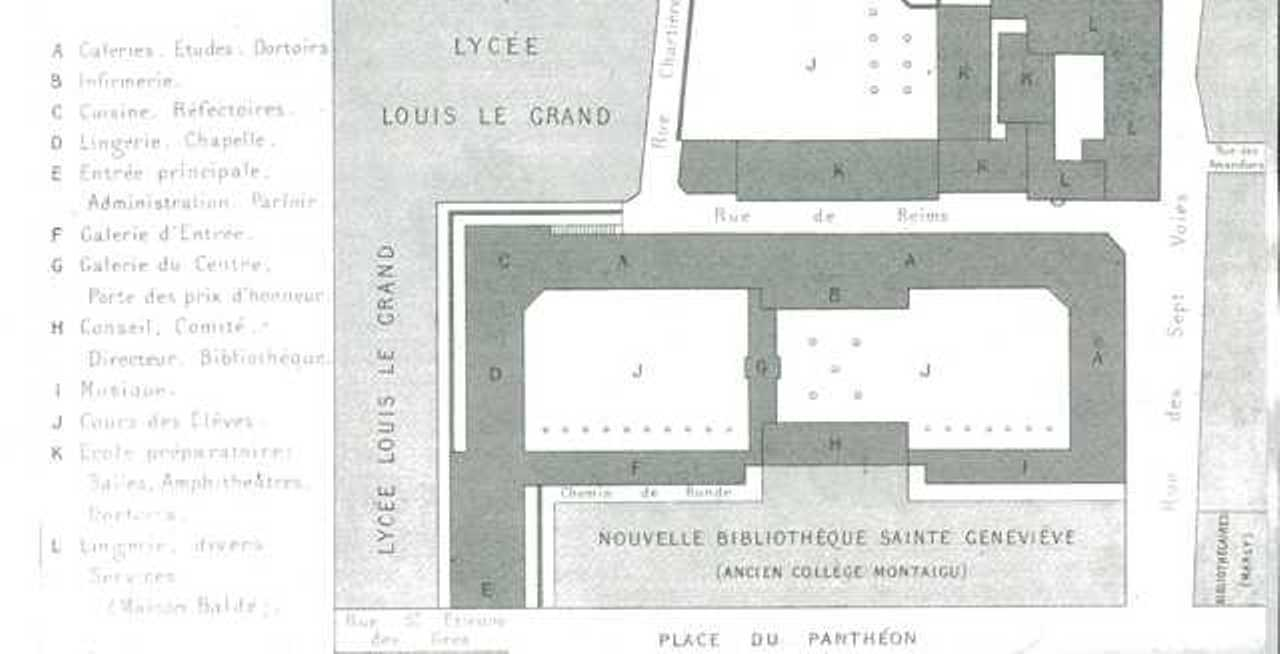
La rue sur une carte du collège Sainte-Barbe en 1847.
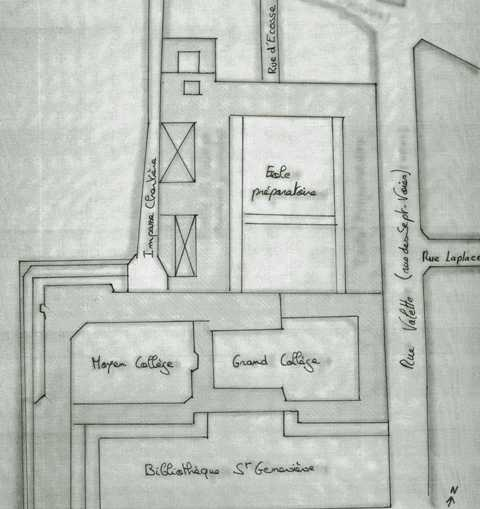
Carte du collège Sainte-Barbe entre 1884 après la suppression de la rue.